# Hôpital universitaire de Mirebalais
L'hôpital universitaire de Mirebalais (HUM) est un hôpital à Mirebalais en Haïti.

## Présentation
L'hôpital universitaire de Mirebalais offre, entre-autres, des soins spécialisés comprenant un service d'urgence, une unité de soins critiques, de psychiatrie, d'oncologie, ORL, urologie, dermatologie, néphrologie, chirurgie générale, chirurgie orthopédique, chirurgie laparoscopique, et des capacités d'évacuation médicale.
L’établissement de 300 lits fournit des services de soins primaires à environ 185 000 personnes à Mirebalais et dans deux communautés voisines.
L'établissement dispose d'une alimentation en énergie solaire qui peut fournir une énergie complète les jours ensoleillés et réinjecter de l'énergie dans le réseau national.

## L'hôpital en chiffres
Les chiffres clés de l'hôpital sont:
- Une moyenne de 850 patients par jour
- Capacité de 300 lits
- Environ 250 naissances par mois
- Une capacité de 68 lits en gynécologie
- 6 Salles d’opérations chirurgicales
- 1 unité de soins intensifs pour adultes
- 1 unité de soins intensifs néonataux
- 38 médecins résidents en formation
- 28 infirmier(e) en formation
- Plus de 1000 personnel administratif et clinique

## Histoire
L'hôpital a été fondé par Partners In Health (en) après le tremblement de terre de 2010 en Haïti.
L'hôpital a été attaqué par une bande d'hommes armés aux petit matin du 26 septembre 2023.
Il y avait environ 350 patients à l'hôpital à ce moment-là, mais l'hôpital n'a signalé aucun décès ni blessé 
Cependant, l'établissement a cessé d'admettre de nouveaux patients et cherchait à déplacer les patients  pendant que l'établissement se rémettait en fonctionnement.